# (5302) Romanoserra
(5302) Romanoserra est un astéroïde de la ceinture principale.

## Description
(5302) Romanoserra est un astéroïde de la ceinture principale. Il fut découvert le 18 décembre 1976 à Naoutchnyï par Nikolaï Tchernykh. Il présente une orbite caractérisée par un demi-grand axe de 2,33 UA, une excentricité de 0,04 et une inclinaison de 2,1° par rapport à l'écliptique.

## Compléments